# Ла Зуш, Уильям, 5-й барон Зуш из Харингуорта
Уильям ла Зуш (англ. William la Zouche; приблизительно 1402 — 25 декабря 1462) — английский аристократ, 5-й барон Зуш из Харингуорта с 1415 года. Сын Уильяма ла Зуша, 4-го барона Зуша из Харингуорта, и его жены Элизабет Кросс. После смерти отца унаследовал баронский титул и обширные владения в Центральной Англии. До 8 марта 1424 года женился на Элис Сент-Мор, 7-й баронессе Сент-Мор в своём праве (suo jure), дочери Ричарда Сент-Мора, 6-го барона Сент-Мора, и Мэри Пейвр, и стал таким образом бароном Сент-Мор и бароном Ловелом из Кэри jure uxoris.
В первом браке у ла Зуша родился сын Уильям, впоследствии 6-й барон Зуш из Харингуорта. После смерти Элис барон женился во второй раз, на Элизабет Сент-Джон, дочери сэра Оливера Сент-Джона и Маргарет Бошан из Блетсо. В этом браке родилась дочь Мэри, жена сэра Уильяма Коньерса.